# Волк и семеро козлят (мультфильм, 1938)
«Во́лк и се́меро козля́т» — советский цветной кукольный мультфильм по мотивам одноимённой русской народной сказки. Снят в 1938 году на студии «Мосфильм» режиссёром Саррой Мокиль. Одна из первых работ советского кино, выполненных по методу хромированной желатины Павла Михайловича Мершина. Вышел на экран в июне 1938 года.
Цветной вариант фильма восстановлен с оригинальных цветоделённых негативов из собрания Госфильмофонда России в 2011 году. Над восстановлением работали Николай Майоров и Владимир Котовский.
Премьера восстановленного цветного варианта 1 февраля 2012 года на фестивале «Белые столбы 2012».

## Сюжет
В основу фильма положена русская народная сказка.
В домике на холме жили Коза и семеро козлят. Однажды Коза ушла по хозяйству и строго-настрого приказала козлятам не пускать в дом Волка. Но Серый Волк выковал у кузнеца тоненький голосок, перекрасил свою шкуру и сумел пробраться в дом. Шестеро козлят были им проглочены в один присест. Спасся лишь один — самый маленький козленок. Он-то и рассказал вернувшейся маме Козе о страшном несчастье. Коза бросилась вслед за Волком и нашла его спящим после сытного обеда. Бесстрашная Коза вспорола Волку брюхо и спасла козлят. Затем Коза набила живот Волка камнями и зашила его. Проснулся Волк, пошел к речке напиться. Нагнулся он, а камни потянули его вниз. Волк упал в воду и пошел ко дну.

## Съёмочная группа
- Автор сценария, режиссёр — Сарра Мокиль
- Художник-постановщик — Валентин Кадочников
- Операторы — М. Беркович, Леонид Княжинский
- Композитор — Василий Ширинский
- Звукооператоры (звукорежиссёры) — В. Ладыгина, А. Горнштейн
- Художники-оформители — Роман Гуров, Н. Гехтман, Е. Лошкарева, В. Черникова, А. Шелапутина, Е.Шеркова
- Кукловоды А. Веселова, Мария Васильевна Бендерская (Виноградова), К.Залле